# Neanotis calycina
Neanotis calycina är en måreväxtart som först beskrevs av Nathaniel Wallich och Joseph Dalton Hooker, och fick sitt nu gällande namn av Walter Hepworth Lewis. Neanotis calycina ingår i släktet Neanotis och familjen måreväxter. Inga underarter finns listade i Catalogue of Life.